# الحاجب بوحلو (امكاصة)
الحاجب بوحلو هو دُوَّار يقع بجماعة بوحلو، إقليم تازة، جهة فاس مكناس في المملكة المغربية. ينتمي الدوّار لمشيخة امكاصة التي تضم 6 دواوير. يقدر عدد سكانه بـ 529 نسمة حسب الإحصاء الرسمي للسكان والسكنى لسنة 2004.

## روابط خارجية
- البوابة الوطنية للجماعات الترابية
- المندوبية السامية للتخطيط